# Schweizerische Arbeitskräfteerhebung
Die Schweizerische Arbeitskräfteerhebung (SAKE) – durchgeführt durch das Bundesamt für Statistik (BFS), in Zusammenarbeit mit einem externen Dienstleistungsanbieter – ist eine Haushaltsbefragung, die seit 1991 durchgeführt wird. Das Hauptziel ist die Erfassung der Erwerbsstruktur und des Erwerbsverhaltens der ständigen Wohnbevölkerung. Auf Grund der strikten Anwendung internationaler Definitionen in der SAKE lassen sich die schweizerischen Daten mit jenen der übrigen Länder der OECD sowie den Staaten der Europäischen Union vergleichen. Seit 2010 erfolgt die SAKE vierteljährlich. Die Interviews des dritten und vierten Quartals 2009 dienen als Übergang von der alten zur neuen (kontinuierlichen) SAKE.

## Gesetzliche Grundlagen
Verordnung vom 30. Juni 1993 über die Durchführung von statistischen Erhebungen des Bundes (Statistikerhebungsverordnung), SR 431.012.1

## Art der Erhebung
Die SAKE ist eine Stichprobenerhebung. Die Erhebung erfolgt als telefonische Haushaltsbefragung bei einer Stichprobe von rund 105'000 Personen (bis 2001: rund 16'000, von 2002 bis 2009: rund 35'000 Personen). Die Haushalte werden zufällig aus dem Telefonregister gezogen. Seit 2003 wird die SAKE-Stichprobe zusätzlich durch ausländische Personen der ständigen Wohnbevölkerung ergänzt, welche aus dem Zentralen Migrations-Informationssystem (ZEMIS) gezogen werden. Bis 2009 betrug dieser Ergänzungsteil 15'000, seit 2010 sind es 21'000 Personen. Die teilnehmenden Personen werden im Zeitraum von eineinhalb Jahren vier Mal befragt.

## Erfassungsmerkmale
Die SAKE ist eine Erhebung der ständigen Wohnbevölkerung ab 15 Jahren auf der Ebene Schweiz und Grossregionen. Erfasst werden Erwerbstätigkeit (momentane oder frühere), Gründe für die Nichterwerbstätigkeit (Ruhestand, Ausbildung usw.), erlernter und ausgeübter Beruf, Arbeitsort und Arbeitsvolumen, Arbeitsbedingungen (Arbeitszeitregelung, Nachtarbeit, Wochenendarbeit), Wirtschaftsbranche, Erwerbs- und Haushaltseinkommen, Stellensuche (Erwerbslosigkeit, Unterbeschäftigung), berufliche und räumliche Mobilität, Aus- und Weiterbildung, unentgeltliche Arbeit (Familien- und Hausarbeit, ehrenamtliche Tätigkeiten, Unterstützung von Verwandten usw.), Migration sowie soziale Sicherheit.

## Durchführung
Die erste Erhebung fand 1991 statt. Bis 2008 fand die Erhebung im zweiten, im Jahr 2009 im zweiten, dritten und vierten Quartal statt. Seit 2010 erfolgt sie kontinuierlich. Bis 2009 wurden die Daten jährlich, seit 2010 werden sie vierteljährlich ausgewertet.